# Veronica thomsonii
Veronica thomsonii là một loài thực vật có hoa trong họ Mã đề. Loài này được (Buchanan) Cheeseman miêu tả khoa học đầu tiên năm 1906.